# Benoît Trémoulinas
Benoît Trémoulinas (* 28. Dezember 1985 in Bordeaux) ist ein ehemaliger französischer Fußballspieler.

## Karriere
Trémoulinas kam 1999 im Alter von 14 Jahren in das Centre de formation der Girondins und spielte ab 2004 für das Reserveteam im Championnat de France Amateur. 2006 unterschrieb er seinen ersten Profivertrag bei Bordeaux und kam am 15. August 2007 gegen UC Le Mans zu seinem Debüt, als er im Heimspiel in der Startaufstellung stand.
Sein erstes Tor erzielte der auf beiden Außenverteidigerpositionen einsetzbare Trémoulinas beim 3:2-Erfolg im UEFA-Pokal 2007/08 gegen Panionios Athen. Wegen seiner leichtfüßigen Spielart und seiner offensiven Qualitäten wird er oft mit Bixente Lizarazu verglichen. Trotz seiner jungen Karriere ist Trémoulinas bereits französischer Meister, Ligapokalgewinner und zweifacher Sieger des französischen Supercups mit Girondins Bordeaux.
Ende 2012 kam er zu seinem ersten A-Länderspiel für Frankreich, als er beim 2:1-Sieg in Parma gegen Italien für die letzten Minuten eingewechselt wurde.
Zur Saison 2013/14 wechselt Trémoulinas in die Ukraine zu Dynamo Kiew. In der Winterpause derselben Saison schloss er sich für ein halbes Jahr auf Leihbasis dem französischen Verein AS Saint-Étienne an.
Zur Saison 2014/15 kehrte Trémoulinas zunächst nach Kiew zurück und kam an den ersten drei Spieltagen zum Einsatz. Ende August wechselte er in die spanische Primera División zum FC Sevilla, bei dem er einen Dreijahresvertrag bis zum 30. Juni 2017 unterschrieb. Im Februar 2019 gab er das Ende seiner Spielerlaufbahn bekannt. Zuvor hatte er sich innerhalb von zweieinhalb Jahren drei Eingriffen am Knie unterziehen müssen.
Trémoulinas wurde beim von der Sportzeitung L’Équipe betriebenen gleichnamigen Fernsehsender als regelmäßiges Mitglied von Fußballsendungen tätig.

## Titel und  Erfolge
- UEFA Europa League: 2015, 2016
- Französischer Meister: 2009
- Ligapokalsieger: 2009
- Supercupgewinner: 2008, 2009
- Reservemeister im CFA: 2005